# ГЕС Chute-des-Chats
ГЕС Chute-des-Chats — гідроелектростанція на кордоні канадських провінцій Онтаріо та Квебек. Знаходячись між ГЕС Chenaux (вище по течії) та комплексом ГЕС Chaudière Falls, входить до складу каскаду на Оттаві, яка впадає ліворуч до річки Святого Лаврентія (дренує Великі озера).
У межах проекту річку перекрили бетонною гравітаційною греблею висотою 40 метрів та довжиною 2026 метрів. Разом з сімома допоміжними спорудами висотою від 0,5 до 4,9 метра та загальною довжиною 466 метрів вона утримує водосховище з площею поверхні 77,2 км2 та об'ємом 428 млн м3.
Пригреблевий машинний зал у 1931—1932 роках обладнали вісьмома турбінами типу Каплан (по чотири для Квебеку та Онтаріо), які використовують напір у 16,2 метра. Наразі ці гідроагрегати пройшли модернізацію та мають потужність по 23,5 МВт.
Видача продукції відбувається по ЛЕП, розрахованих на роботу під напругою 230 та 115 кВ.
Один з гідроагрегатів станції має здатність «чорного старту», тобто запуску в умовах відсутності електроенергії, що стало в пригоді під час масштабної аварії у енергосистемі північно-східних штатів США та провінції Онтаріо 14 серпня 2003 року.